# Gauliga Niederrhein 1938/39
De Gauliga Niederrhein 1938/39 was het zesde voetbalkampioenschap van de Gauliga Niederrhein. Fortuna Düsseldorf werd kampioen plaatste zich voor de eindronde om de Duitse landstitel, waar de club na groepswinst uitgeschakeld werd door Dresdner SC.  

## Eindstand
| Plaats | Club                 | Wed. | W  | G | V  | Saldo | Ptn.  |
| ------ | -------------------- | ---- | -- | - | -- | ----- | ----- |
| 1.     | Fortuna Düsseldorf   | 18   | 13 | 3 | 2  | 44:18 | 29:07 |
| 2.     | Schwarz-Weiß Essen   | 18   | 12 | 3 | 3  | 52:13 | 27:09 |
| 3.     | Rot-Weiss Essen      | 18   | 10 | 2 | 6  | 42:33 | 22:14 |
| 4.     | Westende Hamborn     | 18   | 5  | 9 | 4  | 28:29 | 19:17 |
| 5.     | SV Hamborn 07        | 18   | 7  | 4 | 7  | 31:34 | 18:18 |
| 6.     | SSV 04 Wuppertal (1) | 18   | 7  | 1 | 10 | 37:49 | 15:21 |
| 7.     | TuRU Düsseldorf      | 18   | 6  | 2 | 10 | 29:38 | 14:22 |
| 8.     | TuS Duisburg 48/99   | 18   | 5  | 4 | 9  | 26:39 | 14:22 |
| 9.     | VfL Benrath          | 18   | 5  | 3 | 10 | 21:34 | 13:23 |
| 10.    | Union 02 Hamborn     | 18   | 3  | 3 | 12 | 19:42 | 09:27 |

(1):SSV 04 Elberfeld wijzigde de naam in SSV 04 Wuppertal
|  | Kampioen, geplaatst voor nationale eindronde |
|  | Degradatie naar Bezirksliga                  |

## Promotie-eindronde

### Groep A
| Plaats | Club                   | Wed. | Saldo | Ptn.  |
| ------ | ---------------------- | ---- | ----- | ----- |
| 1.     | Rot-Weiß Oberhausen    | 4    | 09:03 | 07:01 |
| 2.     | SG Blau-Gelb Wuppertal | 4    | 06:08 | 03:05 |
| 3.     | TuS Helene Altenessen  | 4    | 04:08 | 02:06 |

|  | Promotie naar Gauliga Niederrhein 1939/40 |

### Groep B
| Plaats | Club                      | Wed. | Saldo | Ptn.  |
| ------ | ------------------------- | ---- | ----- | ----- |
| 1.     | VfB 03 Hilden             | 4    | 10:08 | 06:02 |
| 2.     | Borussia München-Gladbach | 4    | 06:06 | 03:05 |
| 3.     | BV Union 05 Krefeld       | 4    | 05:07 | 03:05 |